# LaMont Smith
LaMont Smith (né le 11 décembre 1972) est un ancien athlète américain pratiquant le 400 m.
Il est médaillé d'or aux Jeux Olympiques d'Atlanta en 1996 avec le relais 4 × 400 m américain.
Il réalise, aussi en 1996, son meilleur temps sur le tour de piste en 46 s 30.